# Rencontre entre Nicolas Baudin et Matthew Flinders

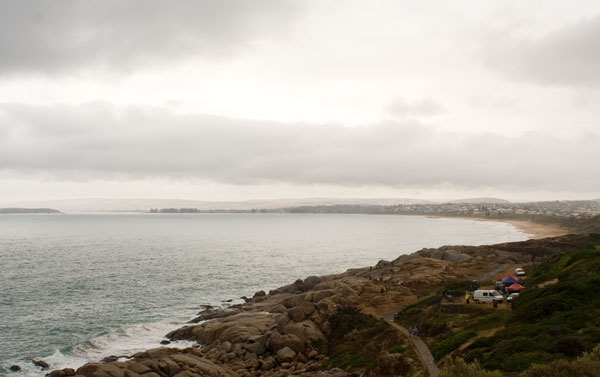
La baie de la Rencontre, où eut lieu la rencontre entre Nicolas Baudin et Matthew Flinders.

La rencontre entre le Français Nicolas Baudin et le Britannique Matthew Flinders (The Encounter en anglais) eut lieu de façon fortuite le 8 avril 1802 au large de l'Australie, dans une baie désormais appelée baie de la Rencontre, le long de la côte sud de l'Australie-Méridionale. 

## Modalités de la rencontre
Tous deux engagés dans un long voyage d'exploration scientifique pour le compte de leur gouvernement, le premier à la tête de l'expédition Baudin et le second de l'expédition Flinders, ils étaient chargés de cartographier précisément les Terres australes afin de déterminer l'emplacement du bras de mer que les Européens imaginaient alors devoir trouver entre la côte jadis relevée par les Hollandais dans la partie orientale de l'océan Indien et le littoral pacifique déjà colonisé par le Royaume-Uni sous le nom de Nouvelle-Galles du Sud.
Malgré la tension existant entre leurs deux nations au moment de leur départ d'Europe, les navigateurs acceptèrent de partager leurs connaissances nouvelles, ce qui leur permit de comprendre que l'Australie était une île d'un seul tenant, ou plutôt un continent. Mais, en les divertissant un moment, la rencontre surprise empêcha probablement la découverte de l'embouchure du fleuve le plus semblable au bras de mer qu'ils étaient venus chercher, celle du Murray, à quelques kilomètres à peine du lieu de leur rencontre.
L'échange d'informations auquel procédèrent les expéditions lors de leur réunion permit aux Français de se déclarer les découvreurs de toute une partie de la côte sud australienne où l'on sait désormais qu'ils n'étaient pas encore allés et où les Britanniques les avaient devancés. De fait, si l'expédition Baudin put revenir en France malgré la mort de son capitaine à l'île de France, alors possession française, l'expédition Flinders fut arrêtée lorsqu'elle toucha cette même île, les nouvelles de la guerre ayant atteint l'océan Indien. Matthew Flinders ne put défendre la paternité de ses découvertes que bien plus tard, après avoir été libéré de sa captivité lors de la prise de l'île de France par les Britanniques en 1809. Celle-ci ne sera reconnue par les Français que plusieurs années après.